# Djurgöl (Hjorteds socken, Småland)
Djurgöl är en sjö i Västerviks kommun i Småland och ingår i Marströmmens huvudavrinningsområde.